# Greatest Hits (ZZ Top)
Greatest Hits è una raccolta di successi del gruppo blues rock statunitense ZZ Top, pubblicato nel 1992. La raccolta contiene due inediti, Viva Las Vegas e Gun Love. Il disco ha raggiunto la posizione nove della classifica Billboard 200, mentre il singolo Viva Las Vegas la posizione sedici della Mainstream Rock Tracks.

## Tracce
1. Gimme All Your Lovin – 3:59
2. Sharp Dressed Man – 4:14
3. Rough Boy – 4:50
4. Tush – 2:15
5. My Head's In Mississippi – 4:21
6. Pearl Necklace – 4:01
7. I'm Bad, I'm Nationwide – 4:46
8. Viva Las Vegas – 4:47
9. Doubleback – 3:53
10. Gun Love – 3:43
11. Got Me Under Pressure – 4:00
12. Give It Up – 3:32
13. Cheap Sunglasses – 4:47
14. Sleeping Bag – 4:02
15. Planet of Women – 4:04
16. La Grange – 3:52
17. Tube Snake Boogie – 3:02
18. Legs – 4:31

## Formazione
- Billy Gibbons - chitarra, voce, armonica a bocca
- Dusty Hill - basso, voce
- Frank Beard - batteria, percussioni